# Podocarpus gnidioides
Podocarpus gnidioides är en barrträdart som beskrevs av Élie Abel Carrière. Podocarpus gnidioides ingår i släktet Podocarpus och familjen Podocarpaceae. IUCN kategoriserar arten globalt som nära hotad. Inga underarter finns listade i Catalogue of Life.